# Geconserveerde sequentie

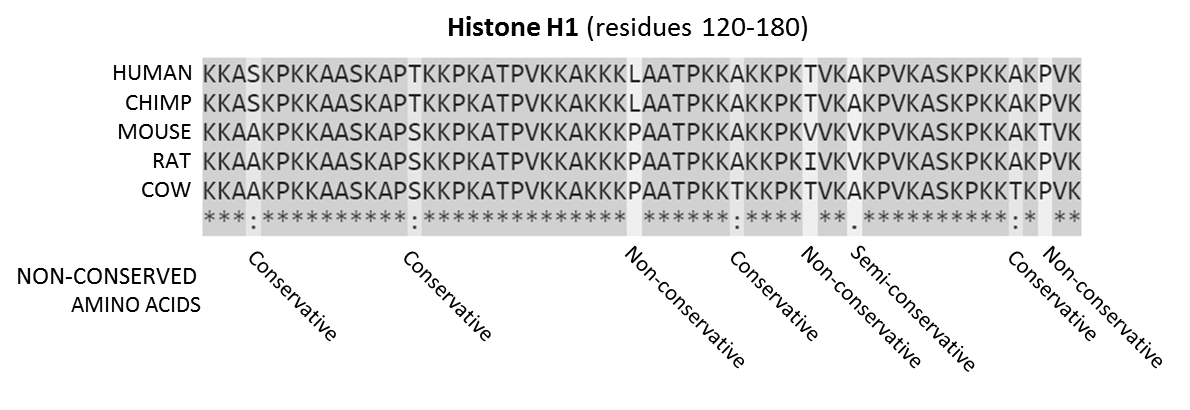
Een sequentie-alignering van histon-eiwitten uit vijf zoogdiersoorten. Elke letter stelt een aminozuur voor. Aminozuren die bij alle vijf de sequenties voorkomen, zijn volledig geconserveerd (donkergrijs). Op een aantal posities zijn aminozuren half geconserveerd (hier heeft een enkele substitutie plaatsgevonden), of zelfs geheel niet geconserveerd.

Geconserveerde sequenties zijn sequenties in nucleïnezuren (DNA en RNA) of eiwitten die tussen soorten overeenkomen (orthologe sequenties). Vaak gaat het om sequenties die een belangrijke fenotypische functie vervullen. Conservering houdt in dat een sequentie gedurende de evolutie is behouden door natuurlijke selectie.
Een sterk geconserveerde sequentie is over lange tijd relatief onveranderd gebleven, en is dus ver terug te voeren in een fylogenetische boom. Voorbeelden van sterk geconserveerde sequenties zijn de RNA-ketens van ribosomen die voorkomen zijn in alle domeinen van het leven, de homeoboxsequenties die wijdverbreid zijn onder eukaryoten en het tmRNA in bacteriën. Onderzoek naar sequentieconservering is een belangrijk onderwerp in de genomica, evolutiebiologie, fylogenetica en bio-informatica.

## Mechanisme
Gedurende vele generaties kunnen nucleïnezuursequenties in het genoom van een evolutionaire lineage geleidelijk veranderen als gevolg van willekeurige mutaties en deleties. Sequenties kunnen ook recombineren of in hun geheel veranderen vanwege chromosoommutaties. Geconserveerde sequenties zijn sequenties die ondanks dergelijke veranderingen in het genoom blijven bestaan en een significant lagere mutatiesnelheid hebben dan de achtergrondmutatiesnelheid.
Conservering komt voor in zowel coderende als niet-coderende nucleïnezuursequenties. Aangenomen wordt dat sterk geconserveerde DNA-sequenties een functionele waarde hebben. Het is niet altijd duidelijk waardoor ook niet-coderende DNA-sequenties geconserveerd kunnen zijn in de loop van de evolutie. Vaak heeft geconserveerd niet-coderende DNA een regulatoire functie op het coderende DNA. De mate waarin een sequentie wordt behouden, wordt beïnvloed door selectiedrukken, de gevoeligheid voor mutaties, populatiegrootte en genetische drift. Sommige functionele sequenties zijn bovendien modulair: ze bevattende gebieden die onafhankelijk op selectiedrukken kunnen inspelen, zoals exons die voor eiwitdomeinen coderen.